# Palla Road/Dinokwe
Palla Road/Dinokwe è un villaggio del Botswana situato nel distretto Centrale, sottodistretto di Mahalapye. Il villaggio, secondo il censimento del 2011, conta 1.229 abitanti.

## Località
Nel territorio del villaggio sono presenti le seguenti 10 località:
- Dinokwe,
- Lekadiba di 27 abitanti,
- Lethekane di 129 abitanti,
- Mogobewabasadi,
- Mogolori di 62 abitanti,
- Mogolori di 42 abitanti,
- Mogonono/Capricon di 19 abitanti,
- Nkunyane,
- Seroojane di 3 abitanti,
- Sesekane di 5 abitanti